# Billy Crystal
William Edward Crystal (* 14. března 1948 Long Beach, Long Island, New York, USA) je americký herec, spisovatel, filmový producent, komik a filmový režisér. Jeho otec mu zemřel na zástavu srdce, když mu bylo patnáct. Vystudoval Vysokou školu, obor divadlo a na Newyorské univerzitě, obor film a režisérství. Devětkrát uváděl slavnostní galavečer předávání Oskarů.